# Bertram Boltwood
Bertram Borden Boltwood (Amherst, 27 luglio 1870 – Hancock Point, 15 agosto 1927) è stato un chimico statunitense.

## Biografia
Perse il padre a soli due anni; visse insieme alla madre nella città di Castleton-on-Hudson, New York. I suoi nonni paterni erano emigrati dalla Gran Bretagna due secoli prima della sua nascita, diventando una delle famiglie più in vista del New England. La famiglia della madre, invece, arrivò in America da Had, nei Paesi Bassi, nel XVII secolo.
Boltwood frequentò scuole private, entrò al liceo scientifico di Yale Sheffield nel 1889 e al termine dei tre anni prese la qualifica. Studiò poi a Yale e Lipsia, dove nel 1897 conseguì il dottorato. Lavorò e insegnò all'Università di Yale per il resto della sua vita: dal 1910 al 1927 fu docente di radiochimica, occupandosi insieme al collega Gave di energetica, della costruzione del nuovo laboratorio di fisica, lo Sloane, e del laboratorio di chimica, lo Sterling. Qui iniziò importanti ricerche sugli elementi radioattivi (scoprì lo ionio, un isotopo del torio, che si pensava essere un nuovo elemento) e diventò pioniere nella datazione radioattiva degli strati geologici.
Boltwood fu la prima persona ad utilizzare il metodo U / Pb per la datazione dei minerali. Pubblicò i risultati delle sue ricerche nel 1907, datando a Branchville, in Connecticut, dei campioni di 535 milioni di anni di uraninite e pegmatite. Datò inoltre un thorianite del Ceylon (oggi Sri Lanka) di 2 200 milioni di anni. Questa discrepanza dimostrò che l'età della Terra doveva essere di almeno 2 miliardi di anni, in accordo con biologi evoluzionisti e geologi.
Morì nel 1927, all'età di 57 anni. Il boltwoodite, minerale di uranio, venne chiamato così in suo onore nel 1956.